# SV Donau Wien
Die Sportvereinigung Donau, kurz SV Donau oder SV Donau Wien, ist ein österreichischer Fußballverein aus Kaisermühlen im 22. Wiener Gemeindebezirk Donaustadt. Der Verein spielte in der Saison 1933/34 in der ersten Liga. Der Sportverein spielt derzeit in der Wiener Stadtliga, der vierthöchsten Spielklasse in Österreich. Die Vereinsfarben sind blau-schwarz.

## Vereinsgeschichte
Der SV Donau entstand in der heutigen Erscheinungsform im September 1921 durch Fusion der damals in der Wiener 3. Klasse-Ost spielenden Vereine SK Olympia Wien (gegr. 1910) und dem Sport und Geselligkeitsverein der „Lagerhäuser“ Wien (gegr. 1919). Beheimatet war man anfangs am Sportplatz in der Engerthstraße, den Lagerhaus in die Fusion mitbrachte, ehe man im Jahr 1925 eine erneute Fusion mit dem Kaisermühlner AC einging und auf dessen Sportplatz übersiedelte. Der Lagerhausplatz wurde aufgegeben und an den Vafö-Verein E-Werk verkauft. Die Fusion mit dem Kaisermühlner AC hatte allerdings auch einigen Gegenwind im Grätzel, sogar eine Flugblattaktion mit Unterschriftenliste wurde organisiert, woraufhin diese im Jänner 1929 wieder gelöst wurde.
Im Jahre 1933 gelang erstmals der Aufstieg in die höchste österreichische Spielklasse, aus der die Mannschaft trotz starker Leistungen im Herbstdurchgang dennoch wieder absteigen musste. 1941 kam es zum Zusammenschluss mit dem FC Franz-Josef-Land (heute KSC Donaustadt) aus der 3. Klasse.
Als Gründungsjahr wird gemeinhin jenes des älteren der an der Fusion im Jahr 1921 beteiligten Vereine, also jenes von Olympia (1910), angegeben.

## Männerfußball

### Geschichte
Bis 1944 spielte der Fusionsverein in der 2. Klasse. Danach wurde der Aufstieg in die 1. Klasse (2. Spielstufe) erreicht. 1947 wurde die Fusion wieder rückgängig gemacht und beide Vereine traten wieder eigenständig an. Nach dem Abstieg konnte sich die Mannschaft lange nicht mehr erholen, ehe unter dem Präsidenten Karl Eipeldauer 1955 der Wiederaufstieg in die Wiener Liga gelang. Diese Zeit nutzte der Club, um das baufällige Stadion zu renovieren und auszubauen. Ab den frühen 1980er Jahren verlor die Mannschaft die Ligazugehörigkeit der höchsten Wiener Spielklasse und stieg mit der Zeit immer häufiger ab. 2005 gelang ihnen der langersehnte Aufstieg in die Regionalliga Ost, dort konnten sie sich jedoch nicht behaupten und stiegen direkt als Tabellenletzter wieder in die Wiener Stadtliga ab. Nach zwei Jahren Stadtliga erfolgte 2008/09 der Abstieg in die Wiener Oberliga B, wo am Ende der Saison 2009/10 nur der 12. Platz erreicht werden konnte. 2010/11 konnte als Vorletzter zwar der Abstieg aus der Wiener Oberliga B gerade noch verhindert werden, dennoch kehrte der SV Donau in der Saison 2011/12 durch die Fusion mit dem SV Süssenbrunn nach zwei Jahren wieder in die Wiener Stadtliga zurück, wo gleich der 9. Platz erreicht werden konnte. In der Saison 2014/15 übernahm der langjährige Jugendleiter Nermin Jusic als Trainer die Kampfmannschaft. Nach dem Abstieg in die 2. Landesliga wurde der Kader mit Spielern aus dem eigenen Nachwuchs massiv verjüngt. In der Saison 2015/16 erreichte die Kampfmannschaft den zweiten Tabellenplatz. Dieser reichte zum Aufstieg, somit tritt der SV Donau seit der Saison 2017/18 in der Wiener Stadtliga an. In der Saison 2021/22 wurde der Aufstieg in die Regionalliga Ost denkbar knapp verfehlt. Im alles entscheidenden Relegationsspiel gegen den 2. der Niederösterreichischen Landesliga Kremser SC ging SV Donau zu Hause vor 1.200 Zuschauern in der 85. Minute 1:0 in Führung, ehe in der allerletzten Aktion die Gäste in der 5. Minute der Nachspielzeit nach einem Eckball noch ausgleichen und damit den Aufstieg fixieren konnten. In der Saison 2024/25 wurde SV Donau Meister in der Wiener Landesliga und es gelang nach 20 Jahren der Wiederaufstieg in die Regionalliga Ost.

### Bekannte Spieler
Österreichische Nationalspieler
- Johann Sock
- Heinz Binder
- Ferdinand Milanovich
- Walter Dannhauser
- Josef Sara
- Robert Sara
- Willi Kreuz
- Marco Djuricin
- Sasa Kalajdzic

### Nachwuchs
Nach einigen Jahren in der höchsten Liga des Wiener Fußballverbandes (WFV-Liga) erfolgte in der Saison 2007/08 der Abstieg in die A-Liga und ein Jahr darauf in die B-Liga. Durch die Übernahme des Nachwuchses als eigene Sektion innerhalb des Vereins mit 1. Jänner 2010 durch ein sehr engagiertes Team rund um den Sportlichen Jugendleiter und ehemaligen Rapid Wien Spieler Nermin Jusic und seinem Stellvertreter David Gazda konnte ab der Saison 2009/10 eine sportliche Trendwende geschafft werden. In der Saison 2010/11 gelang der Wiederaufstieg in die A-Liga, wo man dort auf Anhieb 2011/12 gleich den 3. Platz in der Gesamttabelle erreichen konnte. Auch in den drei folgenden Saisonen landete der SV Donau jeweils am 3. Platz.
In der Saison 2015/16 gelang dem Nachwuchs des SV Donau mit dem Gesamtmeistertitel in der A-Liga und drei Einzelmeistertiteln (U 18, U 14 und U 11) der Wiederaufstieg in die höchste Liga des Wiener Fußballverbandes (WFV-Liga). Die erste Saison nach dem Aufstieg in die WFV-Liga schloss man 2016/17 als 9. ab. In den darauffolgenden Jahren konnte sich der Nachwuchs immer weiter vorne in der Tabelle etablieren. In der Saison 2022/23 erreichte SV Donau den 4. und damit den bislang besten Platz in der WFV-Liga Gesamttabelle.

## Frauenfußball
Das Damenteam von SV Donau Wien stieg 1993/94 in die 2. Liga Ost ein. Eine Saison vorher spielte der Damenmannschaft von Prater SV, ob diese vom SV Donau übernommen wurden, ist nicht bekannt. Das Team spielte bis 1998 in der 2. Division Ost. Es sind keine Quellen bekannt, ob sich das Team auflöste oder in die Wiener Frauen Landesliga abstieg.

## Stadion
Die Heimspiele des SV Donau Wien werden auf dem Sportplatz SV Donau ausgetragen.